# Ingo Harden
Ingo Harden (* 26. Februar 1928 in Hamburg) ist ein deutscher Musikkritiker und Autor.

## Leben
Ingo Harden studierte Musikwissenschaft bei Heinrich Husmann sowie Klavier bei Ilse Fromm-Michaels. Ab 1954 war er zunächst als Autor, später als Redakteur beim damaligen Nordwestdeutschen Rundfunk tätig. 1964 übernahm er die Redaktion von Fono Forum und leitete das Blatt bis 1976. Ab 1964 war er einer der Juroren, später bis zum Jahr 2000 geschäftsführender Sekretär des Preises der deutschen Schallplattenkritik. Von 1977 bis 1991 war Harden deutscher Vertreter des International Record Critics’ Award. Nach jahrzehntelanger schallplattenkritischer Tätigkeit für Fachzeitschriften und Tageszeitungen wie Frankfurter Allgemeine Zeitung und Die Welt wirkt Harden bis heute als Rundfunk- und Buchautor.
Seit 2000 schreibt er wieder für das Fono Forum.

## Werke (Auswahl)
- „Epochen der Musikgeschichte. Entwicklung und Formen der europäischen Musik“. Gerstenberg Verlag, Hildesheim 2007. ISBN 978-   3-8369-2575-4
- Kurze Geschichte in 5 Kapiteln: Klassische Musik. Jacoby & Stuart, Berlin 2010. ISBN 978-3-941087-96-5.
- [zus. mit Gregor Willmes:] Pianistenprofile: 600 Interpreten. Bärenreiter, Kassel 2008. ISBN 978-3-7618-1616-5.